# Sint-Catharinakerk ('s-Hertogenbosch)
De Sint Cathrien (officieel: Sint-Catharinakerk), of de oude benaming de Kruiskerk (Kruisherenkerk) in de binnenstad van 's-Hertogenbosch is een rooms-katholieke kerk gelegen aan het Kruisbroedershof 4. De kerk is vernoemd naar de heilige Catharina van Alexandrië. Een beeltenis van haar staat boven het portaal. Een kruisteken, wat een verwijzing is naar de stichters van de kerk de Kruisheren is hier en daar in het gebouw aanwezig.

## Geschiedenis
De kerk kent drie bouwperiodes 1533, 1842 en 1917.
- 1533 Gotische kerk

In 1468 vestigen zich de eerste Kruisheren in 's-Hertogenbosch. Het is een mannelijke kloosterorde die zich toelegde op onderwijs en evangelisatie. In 1533 bouwen ze hier hun kloosterkerk, die in 1569 ook de functie van parochiekerk krijgt. Een uitbreiding van de kerk volgt in 1601. Als gevolg van de capitulatie van 's-Hertogenbosch na het beleg van de stad wordt de kerk in 1629 protestants. De protestantse eredienst behoudt men tot 1794, maar daarna treedt verval in, en wordt het gebouw alleen nog gebruikt als hooischuur en paardenstal. Na het decreet van Napoleon Bonaparte wordt de kerk in 1810 teruggeven aan de katholieken. Het krijgt daarmee weer de functie van kerk, maar nu voor het Franse garnizoen.
- 1842 Waterstaatskerk

Het gebouw was inmiddels erg beschadigd en voor een gedeelte vervallen. De katholieke schilderingen van Pieter-Jozef Verhaghen, afkomstig van de abdij van Averbode, diende in schuilkerken te worden opgeslagen. In 's-Hertogenbosch mochten er van het rijk drie waterstaatskerken worden gebouwd (Sint Pieter, Sint-Jacob en Sint-Catharinakerk) In 1844 werd met de bouw van de Sint-Catharinakerk begonnen, waarbij van de middeleeuwse kerk alleen de koorsluiting behouden bleef. Deze rust op een overkluizing van de Kerkstroom, die een onderdeel is van de Binnendieze. Na enige decennia bleek de waterstaatskerk geen deugdelijk bouwwerk te zijn. Het bracht veel extra kosten met zich mee. Er werd daarom besloten een nieuwe kerk te bouwen.
- 1917 Neo-Byzantijns

Geïnspireerd door een reis naar Istanbul waar de architect Jan Stuyt de Hagia Sophia had gezien ontwierp hij een koepelkerk in Neo-Byzantijnse stijl. Het ontwerp lijkt veel op zijn vorige project de Cenakelkerk. De eerste steen werd gelegd in 1916 en in 1918 was de bouw voltooid. Het bestaande grondplan van de waterstaatskerk, een kruiskerk, kon hij gebruiken om er een gelijkmatig achthoekige kerk van te maken. Het zestiende-eeuwse koor over de Kerkstroom kon ook nu weer behouden blijven. De koepel is van gewapend beton gemaakt, wat voor die tijd een waagstuk was. De plafondschildering is van Jan Oosterman. Het is een voorstelling van de acht zaligsprekingen in de stijl van de Beuroner kunstschool. De kerk is een rijksmonument.

## Inventaris
- De preekstoel dateert uit 1841 en is later overgeplaatst.
- Er zijn negen schilderijen van Pieter-Jozef Verhaghen uit 1768-1781.
- Hoofdaltaar met een cassetten-tongewelf.
- 17de Eeuwse gegoten koperen kronen en grafzerken[1]

## Vollebregt Orgel
Het orgel is gebouwd in 1851 door J.J. Vollebregt voor 11.000 guldens en stond oorspronkelijk op een speciaal voor dit orgel gebouwde balustrade aan de westzijde van de kerk. In 1914 is het verplaatst naar de andere kant van de kerk achter het hoofdaltaar. Uitgebreide restauraties en aanpassingen vonden plaats door Verschueren orgelbouw in 1956 en 2007.
De dispositie van het Vollebregt-orgel:
| hoofdwerk (C-f) |         |
| Prestant        | 16'     |
| Bourdon         | 16'     |
| Prestant        | 8'      |
| Holpijp         | 8'      |
| Octaaf          | 4'      |
| Roerfluit       | 4'      |
| Quint           | 2 2/3'  |
| Octaaf          | 2'      |
| Mixtuur         | III-IV  |
| Cornet          | V disk. |
| Fagot           | 16'     |
| Trompet         | 8'      |

| borstwerk (C-f) |        |
| Gedekt          | 8'     |
| Prestant        | 4'     |
| Gemshoorn       | 4'     |
| Nachthoorn      | 2'     |
| Flageolet       | 1'     |
| Tertsmixtuur    | III-IV |
| Kromhoorn       | 8'     |

| bovenwerk (C-f) |              |
| Salicionaal     | 8'           |
| Roerfluit       | 8'           |
| Quintadeen      | 8'           |
| Prestant        | 4'           |
| Open fluit      | 4'           |
| Gemshoorn       | 2'           |
| Scherp          | III-IV       |
| Carillon        | III          |
| Cornet          | IV discant   |
| Dulciaan        | 8' bas/disk. |
| Basson Hobo     | 8'           |

| pedaal (C-f') |        |
| Prestant      | 16'    |
| Open subbas   | 16'    |
| Octaaf        | 8'     |
| Wijd gedekt   | 8'     |
| Quint         | 5 1/3' |
| Ruispijp      | IV     |
| Bazuin        | 16'    |
| Trompet       | 8'     |
| Clairon       | 4'     |
| Cinq          | 2'     |

Koppelingen
Hoofdw./Bovenwerk
Hoofdw./Borstwerk
Koppeltrede:
Pedaal/Hoofdwerk
Winddruk 78 mm
Toonhoogte iets onder a’ = 440 Hz

## Huidige functie
Halverwege 2015 werd de kerk aan de rooms-katholieke eredienst onttrokken. Het kerkgebouw kwam daarna in beeld om een tijdelijke functie te krijgen als theater, maar de nieuwbouw van Theater aan de Parade werd uitgesteld, en daarmee ook de tijdelijke functie. Begin 2019 werd geheel tegen de verwachting in het kerkgebouw toch weer in gebruik genomen. De geloofsgemeenschap van de Armeense Apostolische Kerk en de Johannes van Damascus-gemeenschap (Byzantijnse liturgie) maakte als eerste gebruik van het gebouw.

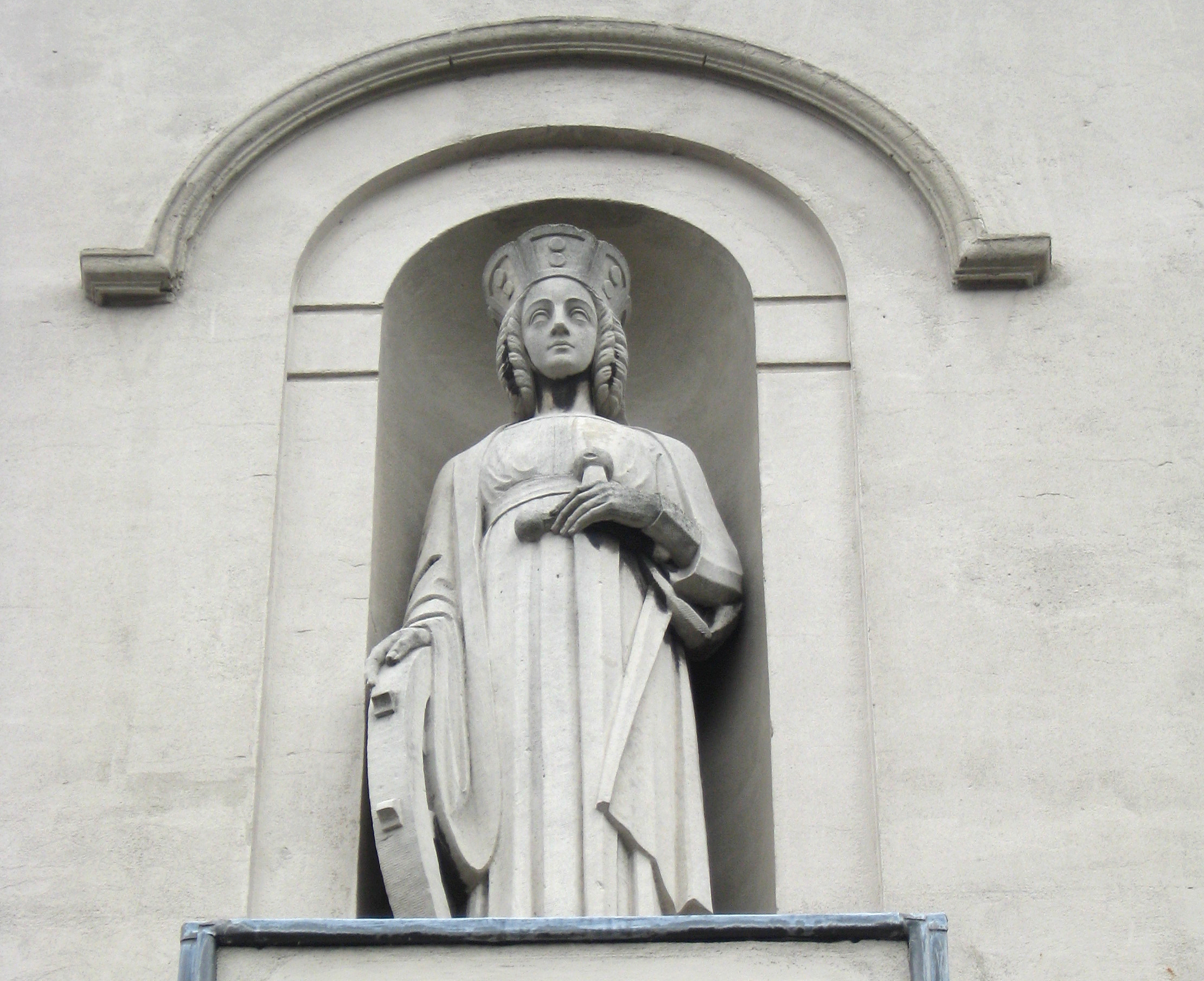
Hoofdportaal beeld Heilige Catharina
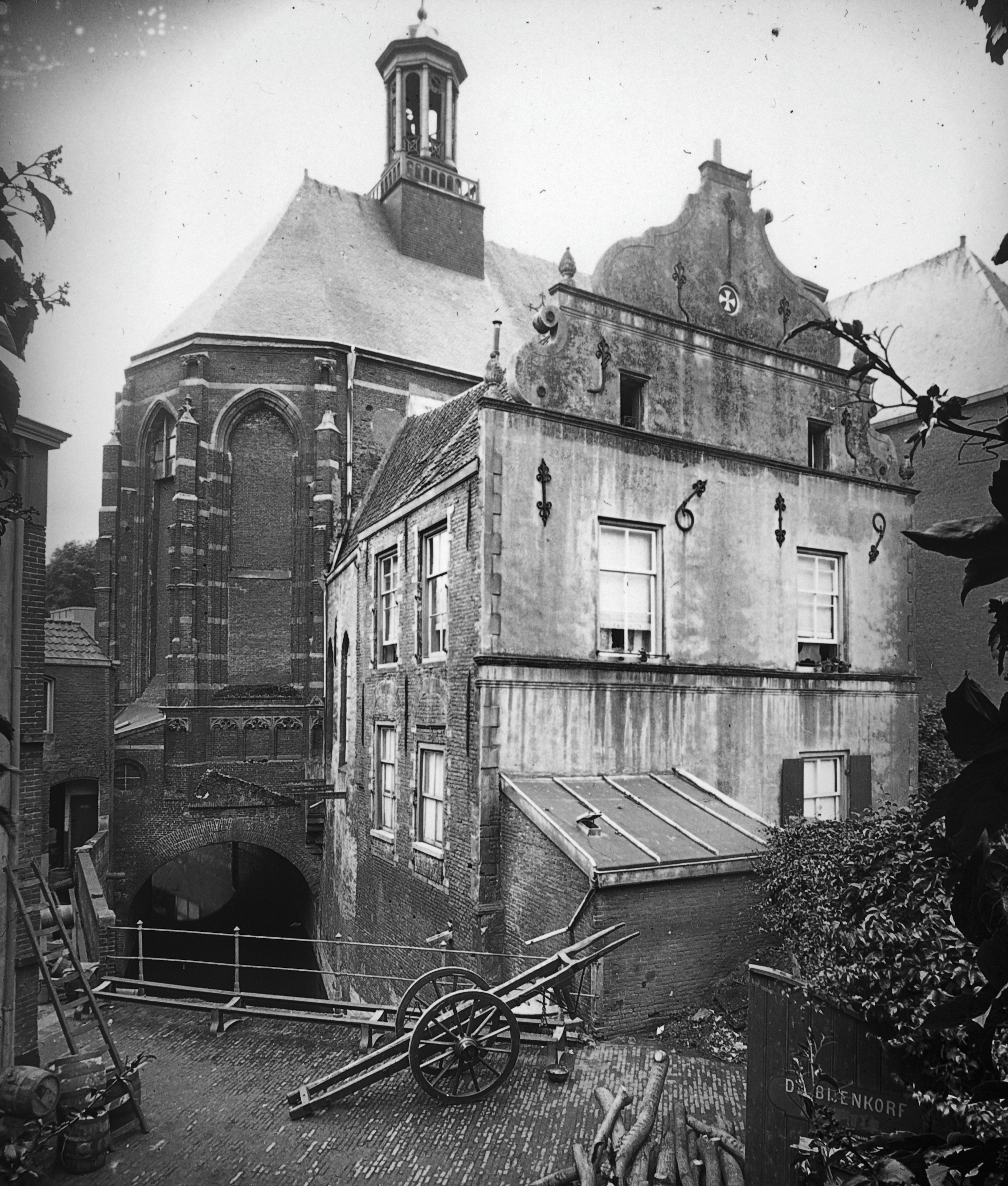
Het zestiende-eeuwse koor over de binnendieze
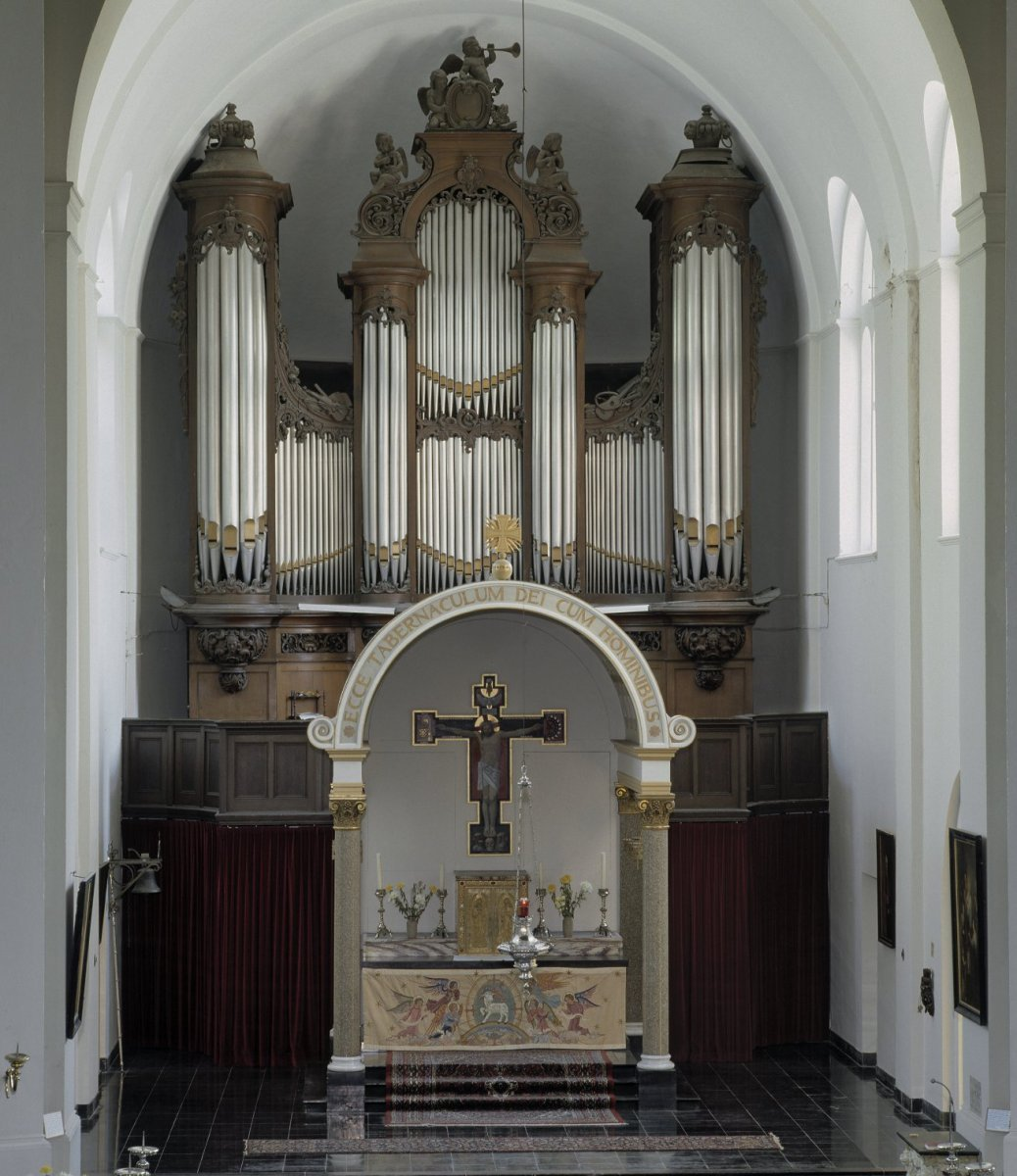
Orgel 1851
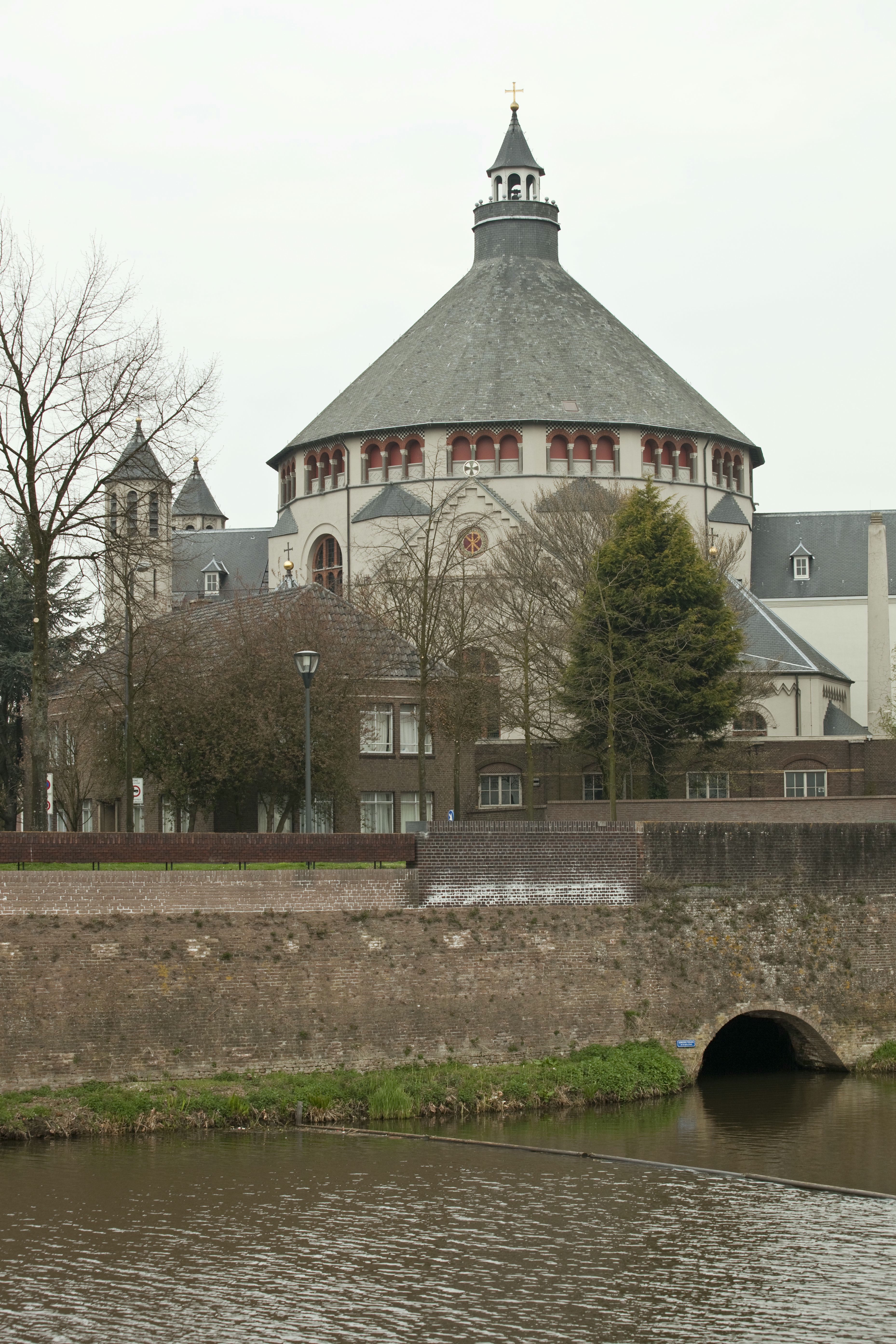
Gezien vanaf Het Bossche Broek